# Oxyopes longipalpis
Oxyopes longipalpis är en spindelart som beskrevs av Roger de Lessert 1946. Oxyopes longipalpis ingår i släktet Oxyopes och familjen lospindlar.
Artens utbredningsområde är Kongo. Inga underarter finns listade i Catalogue of Life.